# Rombeau Fumany
 Rombeau Fumany Gymbadi , né à Ngashi le 24 avril 1957, est un homme politique de la République démocratique du Congo et député national, élu de la circonscription de Gungu dans la province du Kwilu,,,.

## Biographie
Rombeau Fumany Gymbadi est né à Ngashi le 24 avril 1954, élu député national dans la circonscription électorale de Gungu dans la province du Kwilu, il est membre du groupement politique ACC.